# Vorte
Vorter (lat. Verrucae) er små, hårde og ru gevækster på huden, der har næsten samme farve som huden. Typisk giver de ikke anledning til nogle symptomer bortset fra når de er under foden hvor de kan give smerte. De kommer typisk på hænder og fødder men kan også komme andre steder. Der kan komme en eller flere vorter. De er ikke kræftfremkaldende.
Vorter skyldes infektion af en bestemt art af humant papillomavirus. Faktorer der øger risikoen for at få vorter er brug af offentlige brusebade, arbejde med kød, eksem og svagt immunforsvar. Virussen menes at komme ind i kroppen via hud, der i forvejen har en lille skade. Der findes flere slags vorter fx ”almindelige vorter”, fodvorter og kønsvorter. Kønsvorter er en kønssygdom.
De fleste typer af vorter forsvinder af sig selv efter nogle måneder eller år. Man kan få dem til at forsvinde hurtigere ved brug af salicylsyre eller kryoterapi. Behandling af kønsvorter er helt anderledes end for andre slags vorter.
Vorter er meget almindelige og de fleste mennesker bliver smittet med dem på et tidspunkt i deres liv. Man regner med at mellem 1 – 13 % af befolkningen har en slags vorter hvor kønsvorter ikke er medregnet. De er mere almindelige hos unge mennesker. Man regner med at cirka 12 % af de seksuelt aktive kvinder har kønsvorter. Den tidligste beskrivelse af vorter man kender er af Hippokrates fra 400 f.v.t.
Dyr kan også have vorter men mennesker kan ikke smittes med vorter fra dyr og forskellige dyrearter kan normalt ikke smitte hinanden.